# Calumma cucullatum
Calumma cucullatum este o specie de cameleoni din genul Calumma, familia Chamaeleonidae, descrisă de Gray 1831. A fost clasificată de IUCN ca specie vulnerabilă. Conform Catalogue of Life specia Calumma cucullatum nu are subspecii cunoscute.